# Rechtsnorm
Als Rechtsnorm (auch Rechtsvorschrift beziehungsweise Rechtssatz) wird eine gesetzliche Regelung oder eine auf gesetzlicher Grundlage ergangene oder eine im Gewohnheitsrecht enthaltene Vorschrift bezeichnet. Rechtsnormen sind generell-abstrakter Natur. Darunter wird im Rechtsverkehr jede verbindliche Regelung verstanden, die eine Rechtsfolge an einen Tatbestand knüpft. Unter Rechtsnormen fallen neben Gesetzen auch Satzungen und Rechtsverordnungen.
Da sie für eine Vielzahl von Sachverhalten wirkt, ist sie abstrakt; aufgrund ihrer Wirkung für eine Vielzahl von Personen ist sie generell. Ist eine Rechtsnorm nur auf eine Person oder einen einzigen Sachverhalt anwendbar, spricht man von einem Einzelfallgesetz. Der Begriff der Rechtsnorm wird in der Rechtswissenschaft verschieden weit definiert.
Das zugehörige Adjektiv ist normativ.

## Abgrenzung zu anderen sozialen Normen
Rechtsnormen zählen zu den sozialen Normen, zu denen auch moralische Normen gezählt werden. Im Unterschied zu diesen sind Rechtsnormen aber mit Befehl und Zwang im Wege der Vollstreckung auch gegen den Willen des Normadressaten durchsetzbar. Zusätzlich handelt es sich bei einer Rechtsnorm, im Gegensatz zur moralischen Norm, um positives Recht: das bedeutet, dass es von Menschen gegenüber Menschen nach bestimmten Erzeugungsregeln gesetzt wird.

## Abgrenzung zum Rechtssatz
Rechtssatz und Rechtsnorm sind keine Synonyme. Paul Eltzbacher stellte bereits 1903 fest: „Die Rechtssätze sind die Bausteine, aus denen sich die kunstvollen Gebäude der Rechtsnormen zusammenfügen“. Die Rechtsnorm betrifft den „Inhalt rechtlicher Sollensanforderung“ und ist daher imperativen Charakters, demgegenüber erfüllen die definitorischen und ausfüllenden Rechtssätze andere Funktionen. Der Rechtssatz beinhaltet die Struktur eines Satzes (semantisches Merkmal) und den Bezugspunkt des Rechts (funktionales Merkmal). Er trifft eine rechtliche Aussage. Dagegen gibt die Rechtsnorm die Bedeutung mehrerer abstrakt-genereller Rechtssätze wieder.

## Aufbau der Rechtsnorm
Eine Rechtsnorm besteht grundsätzlich aus einem Tatbestand und einer Rechtsfolge im Sinne einer Wenn-Dann-Relation (juristischer Syllogismus). Derartige Rechtsnormen legen fest, unter welchen tatsächlichen Bedingungen ein bestimmter rechtlicher Erfolg eintreten soll. Wenn die Tatfrage (quaestio facti) zu bejahen ist, dann soll die Rechtsfolge gelten.
Daneben können Rechtsnormen auch bloße Definitionen enthalten, indem ein bestimmtes Begriffsverständnis durch den Gesetzgeber verbindlich festgelegt wird. Ein Beispiel für eine solche Legaldefinition ist § 194 Abs. 1 Bürgerliches Gesetzbuch: das Recht, von einem anderen ein Tun oder Unterlassen zu verlangen, wird dort gesetzlich als Anspruch definiert.
Zielnormen haben keinen unmittelbar regelnden, sondern programmatischen Charakter und enthalten einen Regelungsauftrag zum Erlass weiterer Rechtsvorschriften, die der Zielerreichung dienen.
Mit dem Aufbau von Rechtsnormen und mit ihrer Anwendung beschäftigt sich die Lehre vom Rechtssatz. Was im konkreten Fall gilt, lässt sich in aller Regel nicht aus einem einzelnen Rechtssatz entnehmen. Vielmehr muss meist auf einen zusammengesetzten Rechtssatz zurückgegriffen werden. Er besteht außer aus dem Kernrechtssatz aus Rechtssätzen zum Geltungsbereich der Vorschrift in persönlicher, sachlicher, zeitlicher und örtlicher Hinsicht sowie aus Ergänzungsnormen zur Konkretisierung der Begriffe in einem Rechtssatz.

## Zur Verwendung des Begriffs der Rechtsnorm
Verbreitet ist die Gleichsetzung der Rechtsnorm mit dem materiellen Gesetz, wobei letzteres die Rechtsquelle ist, der schließlich die Rechtsnorm entnommen wird. Danach ist Rechtsnorm jede (in persönlicher Hinsicht) generelle und (in sachlicher Hinsicht) abstrakte Regelung, die auf Außenwirkung gerichtet ist. Beispiele: Verfassung, Parlamentsgesetz, Rechtsverordnung, öffentlich-rechtliche Satzung. Man spricht insoweit auch vom positiven Recht, weil es von einem Gesetzgeber „positiv“ gesetzt worden ist, im Gegensatz zum ungeschriebenen Gewohnheitsrecht. Diese Einordnung ist aber nicht zwingend. Wo im sozialen Rechtsstaat noch Raum für dessen Geltung verbleibt, besteht auch das Gewohnheitsrecht aus Rechtsnormen.
Eine Ausweitung erfährt der Begriff der Rechtsnorm, wenn auf das Merkmal der Außenwirkungsfinalität verzichtet wird. Rechtsnorm ist dann jede (persönliche) generelle und (sachliche) abstrakte Bestimmung. Beispiele: Verfassung, Parlamentsgesetz, Verordnung, kommunale Satzung, Subventionsrichtlinie als Verwaltungsvorschrift.
Auch ist es möglich, als Rechtsnorm schlechthin jede Regelung zu verstehen, die gewisse Verhaltensweisen normativ qualifiziert, also durch die Angabe einer Subsumtionsbedingung oder die Anknüpfung einer Rechtsfolge an einen Tatbestand. Beispiele: Verfassung, Parlamentsgesetz, Verordnung, kommunale Satzung, Richterrecht oder durch Rechtsfortbildung entstandene Rechtsnormen, Subventionsrichtlinie als Verwaltungsvorschrift, Baugenehmigung als Verwaltungsakt, Kaufvertrag. Diese Terminologie entspricht beispielsweise der Reinen Rechtslehre Hans Kelsens.

## Typen von Rechtsnormen

Darstellung der Zusammenhänge zwischen den Normtypen im Normquadrat

Eine Sollensanordnung kann folgenden vier Typen zugeordnet werden (Typisierung):
- Verbot

statuiert eine Unterlassungspflicht;
- Gebot

statuiert eine Handlungspflicht;
- Erlaubnis

statuiert ein Handlungsrecht;
- Freistellung

statuiert ein Unterlassungsrecht.